# Kuwanaspis vermiformis
Kuwanaspis vermiformis är en insektsart som först beskrevs av Takahashi 1930.  Kuwanaspis vermiformis ingår i släktet Kuwanaspis och familjen pansarsköldlöss. Inga underarter finns listade i Catalogue of Life.